# Hieracium multifrons
Hieracium multifrons es una especie de planta con flor del género Hieracium, de la familia Asteraceae, orden Asterales.

## Distribución
Hieracium multifrons se distribuye por Finlandia, Estonia y Rusia.

## Taxonomía
Fue descrita científicamente por M. Brenner.